# Pherbellia ozerovi
Pherbellia ozerovi är en tvåvingeart som beskrevs av Rudolf Rozkošný 1991. 
Pherbellia ozerovi ingår i släktet Pherbellia och familjen kärrflugor. Inga underarter finns listade i Catalogue of Life.